# Acheson-Verfahren
Das Acheson-Verfahren ist ein Graphitierungsverfahren, das der Herstellung von Siliciumcarbid in Carbidöfen dient. Es wurde von Edward Goodrich Acheson erfunden und nach ihm benannt. 

## Durchführung
Im Acheson-Verfahren wird ein 20 m langes Brett aus Kunstkohlenstoff-Formkörpern in pulverisierten Koks eingebettet und anschließend mit Sand abgedeckt. Die Formkörper werden an Elektroden angeschlossen und es wird eine elektrische Spannung angelegt, dass Strom fließen kann.
Der Carbidofen wird nun mit Hilfe des elektrischen Stroms auf 2200–2400 °C erhitzt, so steht genug Energie zur Verfügung, um in einer endothermen Reaktion aus Siliciumdioxid hexagonales α-Siliciumcarbid herzustellen:  
{\displaystyle \mathrm {SiO_{2}+3\,C+625,1\,kJ\longrightarrow \alpha \!-\!SiC+2\,CO} }

## Reinheit des Carbids
Das entstehende Siliciumcarbid ist von unterschiedlicher Reinheit. Hochreines Siliciumcarbid ist farblos, technisches Siliciumcarbid ist wegen vorhandener Verunreinigungen oft dunkel verfärbt.
| Grad der Reinheit (in %) | Farbe      |
| ------------------------ | ---------- |
| 99,8                     | hellgrün   |
| 99,5                     | dunkelgrün |
| 99                       | schwarz    |
| < 99                     | grau       |